# Jaroslav Eminger
Jaroslav Eminger (ur. 4 czerwca 1886 w Čáslavie, zm. 14 lipca 1964 w Pradze) – czechosłowacki wojskowy w stopniu generała brygady, od 1939 do 1945 Generalny Inspektor Wojska Rządowego Protektoratu Czech i Moraw.

## Życiorys
Służbę wojskową rozpoczął jako oficer w Armii Austro-Węgier. Służył na froncie wschodnim niemal przez całą I wojnę światową, w marcu 1918 został przeniesiony na front włoski. W armii cesarsko-królewskiej doszedł do stopnia kapitana. Po powrocie do kraju zaczął służbę w Wojsku Czechosłowackim. Przez krótki czas był attaché wojskowym czechosłowackiej misji wojskowej w Budapeszcie. W 1928 mianowany pułkownikiem, w 1933 uzyskał rangę generała brygady. Pracował w Ministerstwie Obrony Narodowej, gdzie był Generalnym Inspektorem Kawalerii. 
Po ustanowieniu przez Niemców Protektoratu Czech i Moraw postanowił opuścić kraj, jednak na prośbę premiera Aloisa Eliáša zgodził się na objęcie funkcji dowódcy Wojska Rządowego, niewielkich czeskich sił zbrojnych. Zadeklarował, że armia ta „powinna być prowadzona i wykorzystywana tak, aby nie była sprzeczna z interesami narodu czeskiego”. Zasadzie tej generał pozostał wierny przez cały okres II wojny światowej. W maju 1945, podczas trwania powstania praskiego, wydał swoim żołnierzom rozkaz podjęcia walki z siłami niemieckimi. 
Po wojnie został pod zarzutem kolaboracji aresztowany. W kwietniu 1947 stanął przed sądem, który jednak uniewinnił go od wszystkich zarzucanych mu czynów. W następstwie komunistycznego zamachu stanu w Czechosłowacji odszedł ze służby wojskowej. Resztę życia spędził w odosobnieniu, borykając się z problemami finansowymi.

## Ordery i odznaczenia
- Krzyż Wojenny Czechosłowacki (1914–1918) (1919)[3]
- Medal Zwycięstwa (1922)[3]
- Oficer Legii Honorowej (Francja, 1928)[3]
- Order Żelaznej Korony III klasy (Austro-Węgry)[3]
- Krzyż Zasługi Wojskowej III klasy (Austro-Węgry)[3]
- Medal Zasługi Wojskowej „Signum Laudis” (Austro-Węgry)[3]
- Krzyż Żelazny II klasy (Cesarstwo Niemieckie, 1916)[3]